# 赤羽根義章
赤羽根 義章（あかばね よしあき、1958年11月16日 - 2005年3月10日）は、日本の国語学者。宇都宮大学教授。

## 人物
愛媛県生まれ。宇都宮大学教育学部卒、同大学院教育学部修士課程修了。高校教諭、愛知教育大学助教授を経て、1996年より宇都宮大学助教授、2002年同教授に就任。
接続詞、助詞を主な研究テーマとし、数々の論文を発表した。大学時代の師である小池清治との共著もある。
2005年に46歳で死去する。同年10月「最終講義」が行われ、最後の門下生が遺稿（「今を生きる」考）を代読した。

## 研究

### 著書
- 『最新国語II教授資料』（教育出版、1989年）共著（十三 言語「日本語の自称詞」執筆）
- 『話題源 古文・漢文 文芸作品の舞台裏』（東京法令出版、1991年）共著（物語三「源氏物語）執筆）
- 『現代語 指導資料』（尚学図書、1994年）共著（三「日本語の文法」、現代語への歩み」など、高校国語教科書の教授資料の執筆）
- 『ことばの知識百科』（三省堂、1995年）共著
- 『日本語学キーワード事典』（朝倉書店、1997年）項目執筆
- 『日本語大辞典』第二版全十三巻 （小学館、2000年〜2001年）共著（「語誌」執筆）
- 『日本語表現・文型事典』（朝倉書店、2002年）項目執筆
- 『シリーズ〈日本語探求法〉2　文法探求法』（朝倉書店、2002年）　小池清治との共著

### 論文
- 「和歌」の共時的学習指導（『月刊国語教育』第四巻第二号、1985年）
- 「注釈的成分」の位置づけと下位分類（『国文学言語と文芸』第百号、1986年）
- 格序詞「に」と「で」について 〜文法指導の始点から〜（『日本語学』第六巻第五号、1987年）
- 概観から読解・表現への古典指導 〜「桐壺」の巻をめぐって〜（『月刊国語教育』第七巻第七号、1987年）
- 複文における「注釈的成分」〜前提文と注釈対象との関わりについて〜（『宇大国語論究』創刊号、1989年）
- 時間的な様態と認定を表す副詞類（『宇大国語研究』第二号、1990年）
- 移行期における言語指導 〜「現代語」にさきがけて〜（『高校通信』第二六巻第七号、1992年）
- とりたて詞と副詞 〜「たくさん」「すごく」「ちょっと」「少し」のとりたてについて〜（『宇大国語研究』第四号、1992年）
- 接続詞「でも」「それでも」「ところが」「それどころか」をめぐって（『詞林』第三号、1992年）
- 注釈の接続詞に関する一考察 〜「可能性」をめぐって〜 （『多々良鎮男先生傘寿記念論文集』、1993年）
- 「国語I」における言語指導 〜「現代語」との関連指導をめぐって〜（『愛知教育大学教科教育センター研究報告』第一七号、1993年）
- 「生起相修飾成分」の分類試論 〜生起に関わる時間量が小さい類〜（『国文学言語と文芸』第一〇九号、1993年）
- 擬情語の意味機能 〜「擬情語＋する、している」をめぐって〜（『宇大国語論究』第五号）、1993年）
- とりたて詞からみた「今」（『愛知教育大学研究報告（人文科学）』第四三集）、1994年）
- とりたて詞と序列副詞（『宇大国語論究』第六号、1994年）
- 注釈の接続詞に関する一考察 〜対話における機能について〜（『愛知教育大学研究報告（人文科学）』第四四集、1995年）
- 選択の接続詞に関する一考察 〜「可能性」をめぐって〜（『愛知教育大学研究報告（人文科学）』第四五集』、1996年）
- 逆接の接続詞の意味用法 〜前件と後件のムードとの関わりから〜（『新しい国語教育の基層』、1996年）
- 芥川作品の逆接系接続詞（『石井文夫教授退官記念論文集』、1997年）
- 接続助詞と接続語 〜「ソウスルナラ、ソレナラ、ダッタナラ、ナラ」〜（『宇都宮大学教育学部紀要』第四八号、1998年）
- 漱石の口語についての一考察（『宇都宮大学教育学部紀要』第五〇号、2000年）
- 逆接の接続形式「ところが」（『宇大国語論究』第一二号、2001年）
- 接続助詞の形態と対応する接続語 〜「けれども、そうするけれども、だけれども」「が、そうするが、だが」「それが」〜（『宇都宮大学教育学部紀要』第五一号、2001年）
- 「あいにくですが」と「せっかくですが」（『宇大国語論究』第一三号、2002年）
- 注釈の接続詞の意味用法（『宇都宮大学教育学部紀要』第五三号、2003年）
- 夏目漱石 〜「において」の用法〜（『日本語学』九月臨時増刊号『近代日本語研究』、2004年）
- 「今を生きる」考（『宇大国語論究』第一五号、2004年）

### 学会発表
- 「注釈的成分の」研究〜「注釈的成分」の位置づけと下位分類〜（国語学会、1986年5月）
- 「生起相修飾成分」の分類試論〜生起に関わる時間量が小さい類〜（国語学会、1992年5月）
- とりたて詞と副詞〜テンス・アスペクトの副詞について〜（日本語文法談話会、1992年12月）
- 接続詞と接続助詞（中部日本・日本語学研究会第一〇回記念シンポジウム、1995年5月）
- 接続助詞と接続語〜ナラ形式を中心に〜（言語と文芸学会一月例会、1998年1月）